# Cupeño
Cet article concerne la langue cupeño. Pour le peuple cupeño, voir Cupeños.
Le cupeño est une langue uto-aztèque de la branche des langues takiques parlée aux États-Unis, dans le sud de la Californie, au Sud-Est du mont Palomar, situé dans le Nord-Est du comté de San Diego.
L'ethnie compte 700 membres mais la langue est éteinte.

## Sociolinguistique de la langue
Le cupeño est éteint depuis 1987, année du décès de la dernière locutrice maternelle, Roscinda Nolasquez. 